# Brandtaxia
Brandtaxia là một chi bướm đêm thuộc họ Noctuidae.